# Grallipeza magna
Grallipeza magna är en tvåvingeart som beskrevs av Willi Hennig 1934. Grallipeza magna ingår i släktet Grallipeza och familjen skridflugor.
Artens utbredningsområde är Guyana. Inga underarter finns listade i Catalogue of Life.